# Tatjana Patitz
Tatjana Patitz, född 25 mars 1966 i Hamburg, Tyskland, död 11 januari 2023 i Santa Barbara, Kalifornien, USA, var en tysk-svensk-amerikansk fotomodell som etablerade sig på 1990-talet som en av världens så kallade supermodeller. Hennes stora internationella genombrott kom 1990 i och med framträdande i modemagasinet Vogue samt i musikvideon till George Michaels hit Freedom! '90.  
Hon föddes i Hamburg med en tysk pappa och en estnisk mamma och växte sedan upp som barn i Skanör i Sverige. 
Som 17-åring kom hon trea i en modelltävling i Stockholm och vann en resa till Paris och fick ett kortare kontrakt med Vogue. Tack vare att hon kom i kontakt med den tyska fotografen Peter Lindbergh slog hon igenom som modell. Relativt snart efter sitt stora genombrott bosatte hon sig i Kalifornien i USA.
På 1990-talet räknades Patitz till de första och största supermodellerna, tillsammans med Cindy Crawford, Linda Evangelista, Naomi Campbell, Claudia Schiffer och Christy Turlington.
Patitz avled i sviterna av bröstcancer i sitt hem i Santa Barbara i Kalifornien.